# Christuskirche (Boppard)

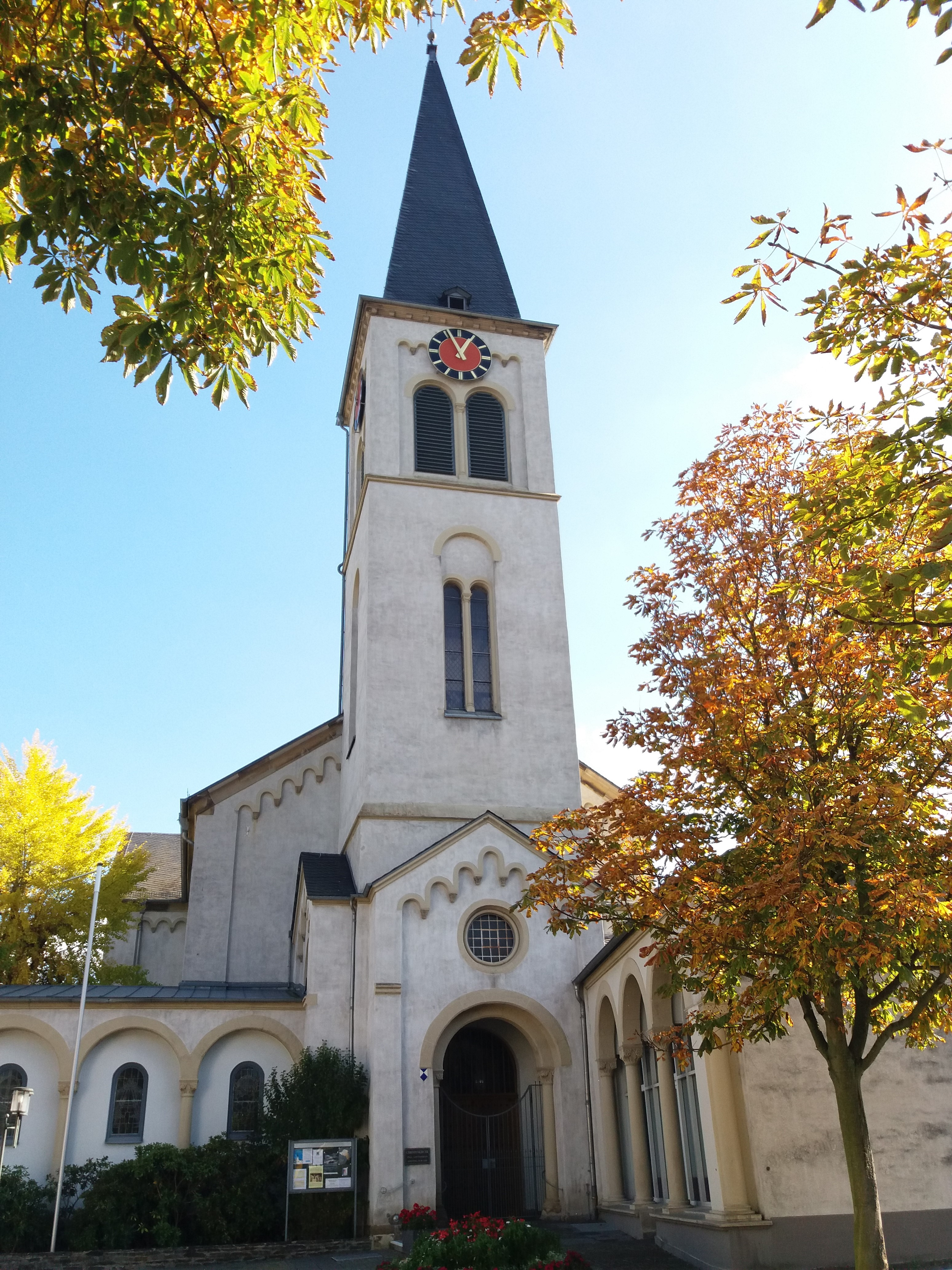
Christuskirche in Boppard

Die Christuskirche ist eine im 19. Jahrhundert erbaute evangelische Kirche in Boppard. Sie ist der erste evangelische Kirchenneubau in Boppard und wurde 1851 vollendet. Die Kirchengemeinde gehört zum Kirchenkreis Koblenz der Evangelischen Kirche im Rheinland.

## Lage

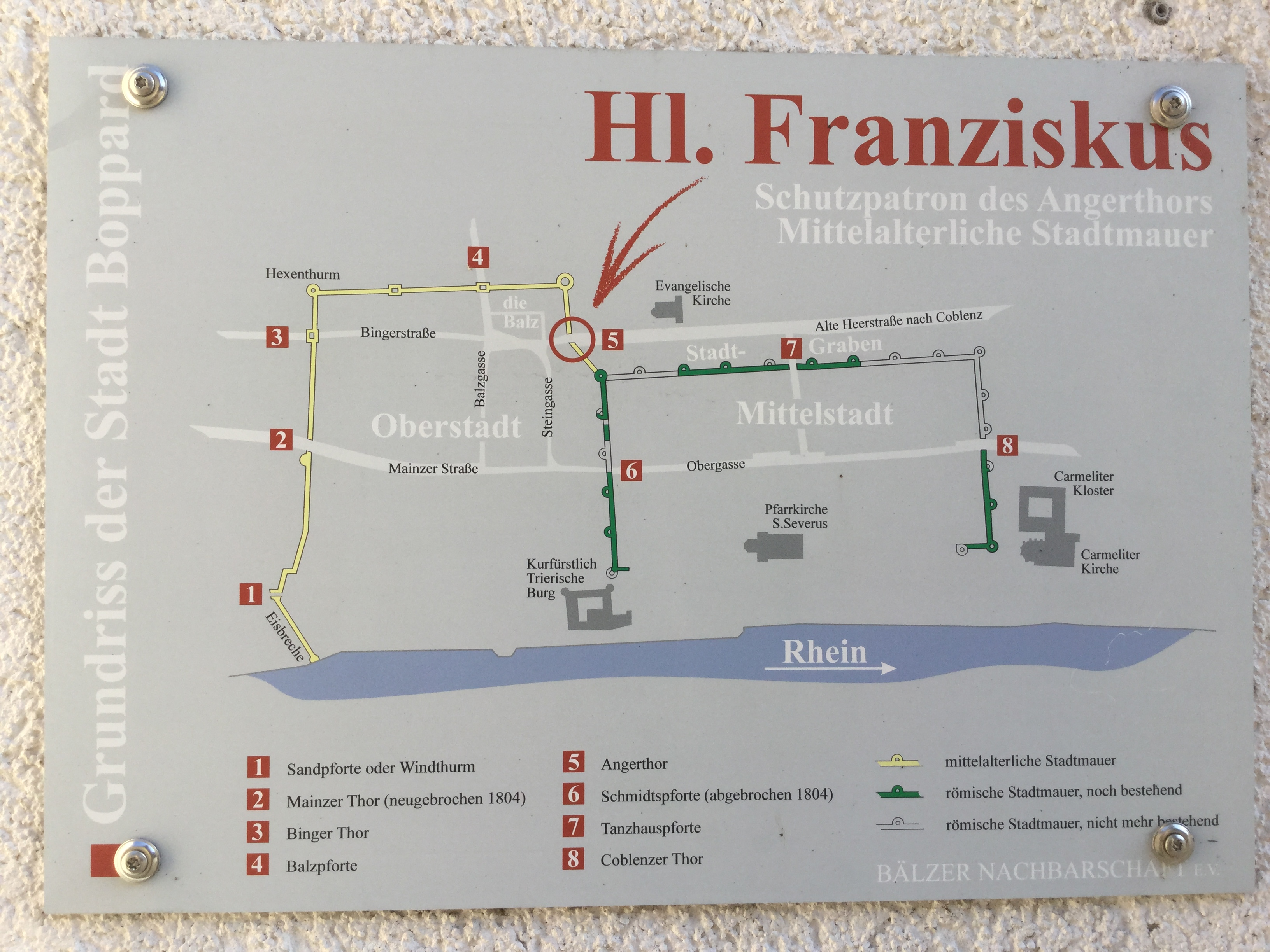
Karte mit Lage der Christuskirche in Bezug zum historischen Mauerverlauf und erhaltenen Bestandteilen.

Die Christuskirche wurde südlich des ehemaligen römischen Kastells bzw. westlich der mittelalterlichen Stadtbefestigung der Oberstadt auf dem sogenannten Angert errichtet. Unmittelbar südlich von ihr liegen die Bundesstraße 9 sowie die linksrheinische Eisenbahnstrecke. Nördlich, durch eine Straße getrennt, grenzen heute die evangelische Kindertagesstätte sowie das Gemeindezentrum an. Im Nordwesten finden sich, eingebettet in eine Parkanlage, die Überreste der römischen Befestigungsanlagen.

## Geschichte

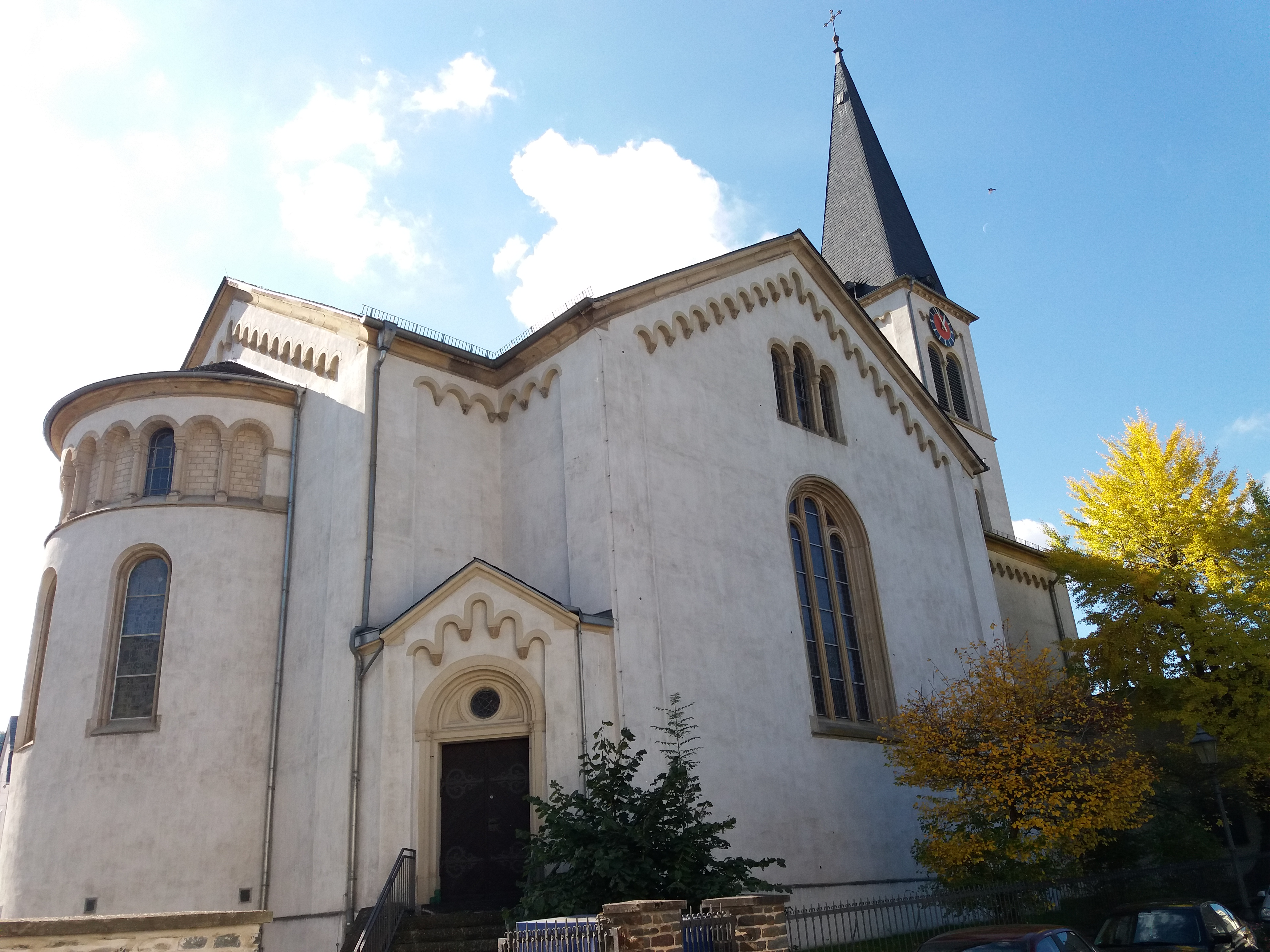
Christuskirche von Nord-Osten

Bis zur Besetzung durch französische Revolutionstruppen im Ersten Koalitionskrieg 1794 war Boppard Bestandteil des katholischen Kurfürstentums Trier. Auch wenn während der folgenden 20-jährigen Zugehörigkeit zur französischen Republik bzw. dem darauf folgenden Kaiserreich erstmals nach der Reformation Religionsfreiheit in Boppard herrschte, blieb die Stadt zunächst nahezu vollständig katholisch. 1816 lebten 27 evangelische Personen in Boppard
, was einen Anteil von weniger als 0,5 Prozent der Gesamtbevölkerung ausmachte.
Erst als das nahe Koblenz 1815 Hauptstadt der preußischen Rheinprovinz wurde, nahm die Zahl protestantischer Einwohner auch in Boppard nach und nach zu. Zunächst gehörten diese zur evangelischen Gemeinde im benachbarten Sankt Goar, in der Mitte des 19. Jahrhunderts entwickelte sich dann allmählich eine eigenständige Kirchengemeinde, in welcher auch bald der Wunsch nach einem eigenen Kirchengebäude aufkam. Um 1840 wurde zunächst ein Saal angemietet und als Gebetssaal genutzt. Als die evangelische Gemeinde mit Friedrich Nees von Esenbeck einen eigenen Pfarrer erhielt, erwarb dieser 1844 für den Kirchenbau ein dem evangelischen Pfarrhaus gegenüberliegendes Grundstück auf dem Angert und die Stadt Boppard trat daraufhin noch ein benachbartes Grundstück unentgeltlich an die Kirchengemeinde ab.
Die ursprünglichen Entwürfe der Kirche gehen auf den königlich-preußischen Bauinspektor Johann Claudius von Lassaulx zurück und wurden nach den persönlichen Wünschen König Friedrich Wilhelms IV. durch den Koblenzer Bauinspektor Althoff überarbeitet. Am 26. August 1850 erfolgte die Grundsteinlegung durch Prinzessin Augusta von Preußen, bereits im Herbst 1851 wurde die Kirche fertiggestellt. Da der preußische König die gesamten Kosten des Kirchenbaus übernommen hatte und persönlich an den Einweihungsfeierlichkeiten teilnehmen wollte, erfolgte diese erst am 29. Juni 1852. Auch der Name "Christuskirche" ist auf den Wunsch Friedrich Wilhelms zurückzuführen.
Dieser Ursprungsbau war aus sichtbaren Bruchsteinen mit Gliederung aus grauem Sandstein errichtet worden und mit Naturschiefer eingedeckt. Er hatte die Form eines Baptisteriums, vor dessen nach Westen orientiertem Eingangsbereich eine Säulenhalle lag. Die Kirche verfügte ursprünglich noch über keinen Glockenturm, sondern lediglich einen schmalen, mit Kreuz versehenen Dachreiter, an dessen vorderer Giebelspitze eine einzelne Glocke hing. Das Kircheninnere überspannte ein auf vier Sandsteinsäulen mit vergoldeten Kapitellen ruhendes Gewölbe, auf einer Empore oberhalb des Eingangsbereichs befand sich die Orgel. Das Gotteshaus bot 208 Gläubigen einen Sitzplatz.
Während die evangelische Kirchengemeinde 1861 noch 296 Mitglieder umfasste, erfolgte nach dem Deutsch-Französischen Krieg ein verstärkter Zustrom evangelischer Neubürger nach Boppard, so dass die Gemeinde 1880 bereits 817 Mitglieder umfasste. Aufgrund dieses Anwachsens erwies das ursprüngliche Gebäude sich schnell als zu klein. Aus diesem Grund erfolgte in den Jahren 1885 bis 1887 eine Erweiterung nach dem Entwurf des Bopparder Architekten August Heins. Den bisherigen Kirchenraum ließ man grundsätzlich bestehen, allerdings wurde der Chor zunächst abgetragen und man fügte Richtung Osten einen Erweiterungsbau an, der mit dem neuen Chor abschloss. Nördlich und südlich an das Kirchenschiff errichtete man zwei schräg stehende Sakristeibauten. Die westliche Vorhalle der Kirche mit der Säulenreihe ließ man grundsätzlich bestehen, allerdings wurde nun mittig statt des Dachreiters ein 42 m hoher, schlanker Glockenturm für ein dreistimmiges Geläut errichtet. Durch diese Umbaumaßnahmen konnte die Zahl der Sitzplätze auf 480 erhöht werden. Am 23. Oktober 1887 erfolgte schließlich die erneute Einweihung der Christuskirche im Rahmen eines feierlichen Gottesdienstes.
Durch den dicht an der Christuskirche vorbeiführenden Neubau der Ortsumgehung für die Bundesstraße 9 musste von 1974 bis 1976 der südliche Teil der Vorhalle zunächst abgebrochen werden. Anschließend erfolgte der Wiederaufbau gegenüber der ursprünglichen Form um 100 Grad nach Norden gedreht. Im Zuge dieser Baumaßnahmen wurde auch die nördliche Vorhalle mit Hilfe von gestifteten Chorfenster nach außen abgeschlossen und in eine Kapelle umgewandelt, außerdem wurde eine neue Orgel angeschafft.
Im März 1992 kam es aufgrund von Baumängeln zu einer vorübergehenden Schließung der Kirche. Die im Frühjahr 1993 begonnenen Sanierungsarbeiten wurden gleichzeitig zu einer grundlegenden Renovierung genutzt. Im Innern erfolgte wieder die Ausmalung im neobyzantinischen Stil, während die Kirche von außen einen hellen Basaltputz erhielt. In der südlichen Vorhalle entstand nun nach Schließung mit einer künstlerisch gestalteten Glaswand eine Winterkirche.

## Ausstattung
Die Orgel wurde 1975 von der Orgelbaufirma Gebr. Oberlinger (Windesheim) erbaut. Das Schleifladen-Instrument hat 22 Register auf zwei Manualwerken und Pedal. Die Spieltrakturen sind mechanisch, die Registertrakturen sind elektrisch.
| I Hauptwerk C–g3 |            |       |
| 1.               | Principal  | 8'    |
| 2.               | Spitzflöte | 8'    |
| 3.               | Octave     | 4'    |
| 4.               | Rohrflöte  | 4'    |
| 5.               | Quinte     | 2 ⁄3' |
| 6.               | Waldflöte  | 2'    |
| 7.               | Mixtur IV  | 1 ⁄3' |
| 8.               | Cymbel III | 2⁄3'  |
| 9.               | Trompete   | 8'    |

| II Schwellwerk C–g3 |                |       |
| 10.                 | Gedackt        | 8'    |
| 11.                 | Prinzipal      | 4'    |
| 12.                 | Blockflöte     | 4'    |
| 13.                 | Sesquialter II | 2 ⁄3' |
| 14.                 | Octave         | 2'    |
| 15.                 | Scharff IV     | 1'    |
| 16.                 | Dulcian        | 16'   |
| 17.                 | Oboe           | 8'    |
|                     | Tremulant      |       |

| Pedal C–f1 |            |     |
| 18.        | Subbaß     | 16' |
| 19.        | Octavbaß   | 8'  |
| 20.        | Gedacktbaß | 8'  |
| 21.        | Choralbaß  | 4'  |
| 22.        | Posaune    | 16' |

- Koppeln: II/I, I/P, II/P.

Das Geläut der Christuskirche besteht aus drei Glocken mit den Tonlagen fis, e und cis.

## Denkmalschutz
Seit 2002 ist die Christuskirche Teil des UNESCO-Welterbes Oberes Mittelrheintal. Außerdem ist sie geschützt als eingetragenes Kulturdenkmal im Sinne des Denkmalschutz- und -pflegegesetzes (DSchG) des Landes Rheinland-Pfalz.